# Mourad Amara
Mourad Amara (Tizi Ouzou, Argelia francesa, 19 de febrero de 1959) es un exfutbolista de Argelia que jugó en la posición de guardameta.

## Carrera

### Club
Jugó toda su carrera con el JS Kabylie de 1971 a 1992, con el que jugó más de 300 partidos oficiales, ganó seis campeonatos de liga, dos de copa, dos ediciones de la Copa Africana de Clubes Campeones y una Supercopa de la CAF.

### Selección nacional
Jugó para Argelia en 10 ocasiones de 1980 a 1990, participó en dos ediciones de la Copa Mundial de Fútbol, los Juegos Olímpicos de Moscú 1980 y dos ediciones de la Copa Africana de Naciones, siendo campeón en la edición de 1990.

## Logros

### Club
- Campeonato Nacional de Argelia (6): 1980, 1982, 1983, 1985, 1986, 1989, 1990
- Copa de Argelia (1): 1986, 1992
- Copa Africana de Clubes Campeones (2): 1981, 1990
- Supercopa de la CAF (1): 1982

### Selección nacional
- Copa Africana de Naciones (1): 1990